# Лазо (Якутия)
Лазо — бывший посёлок городского типа в Верхоянском улусе Якутии России. Являлся административным центром городского поселения «посёлок Лазо». Упразднён в 2001 г.

## География
Располагался за Северным полярным кругом, на левом берегу реки Адыча в месте у впадения в неё ручья Грустный, в 282 км к юго-востоку от улусного центра поселка Батагай.

## История
Образован в 1940 году в связи с открытием и разработкой промышленного месторождения рассыпного золота Лазо, выполняет функции горнодобывающего центра. Население в основном было занято в основных и вспомогательных производствах прииска «Адычанский». В 1940—1950-х годах в посёлке располагался лагпункт Янлага. Указом ПВС Якутской АССР от 4 апреля 1977 г. посёлок Лазо отнесен к разряду рабочих посёлков. В посёлке имелись клуб, средняя школа, учреждения здравоохранения, торговли и бытового обслуживания. В подчинении поселковой администрации находились село Сентачан и метеостанция Усть-Чаркы. Упразднён в 2001 году в связи с выездом населения.

## Население
| 1979 | 1989  | 2000 |
| ---- | ----- | ---- |
| 888  | ↗2059 | ↘0   |